# Титюс, Антуан
Антуан Доши́, более известный как Антуан Титю́с или Тетю́с (фр. Antoine-Titus Dauchy, нем. Antoine Tetus Doschi, ок. 1780 — после 1850), — французский хореограф и балетмейстер. В период с 1838 по 1848 годы — главный балетмейстер С.-Петербургских Императорских театров и инспектор танцев в Театральном училище.
По мнению критиков, во времена Титюса русский балет переживал некоторый спад, связанный как с личностью главного балетмейстера, бывшего уже весьма пожилым человеком, так и с общей исчерпанностью предромантических канонов.
Однако Титюс был неплохим преподавателем, — несмотря на неровный репертуар, выпускники балетного класса Театрального училища хорошо владели современной им техникой танца. Именно при Титюсе состоялись первые гастроли русских балерин в Париже. К заслугам Титюса относят также пусть не оригинальное, но точное воспроизведение модных зарубежных постановок, знакомивших публику с достижениями лучших балетных школ и балетмейстеров Европы. Среди них «Восстание в серале» (1835) и «Хромой бес» (1839), но особенно удачной была поставленная в 1842 году «Жизель».

## Биографические сведения
О происхождении его ничего неизвестно, что типично для сироты или выходца из очень бедной семьи, так или иначе попавшего в какую-нибудь театральную школу. Впервые Антуан Титюс выступил на сцене в середине 1790-х, в Милане. Начав танцором, уже в 1798 году он дебютирует как балетмейстер, поставив на сцене миланского театра самостоятельно переработанную версию популярного тогда балета Ж. Доберваля «Тщетная предосторожность». Около 1800 года Титюс перебирается в Париж, в труппу Луи Милона, возглавлявшего балетное отделение в Парижской опере. В 1804 году Титюс ставит здесь балет «Геро и Леандр», исполнив при этом роль Леандра. Постановка удостоилась похвал критиков за технику, — с упрёками, правда, в общей невразумительности сюжета.
В следующие годы Титюс развивает свой успех, участвуя в танцевальных номерах смелого новатора сцены Л.-А. Дюпора; в нашумевшей постановке последнего, «Ацис и Галатея», Титюс исполнял роль циклопа Полифема.
Получив достаточную известность и опыт в стенах Парижской оперы, Титюс работает в различных парижских театрах и гастролирует по Европейским столицам. В начале 1820-х он сотрудничает с Фредериком Блашем в популярном «бульварном» театре французской столицы «Пор-Сен-Мартэн», для него и его театра он переделывает балет Ф. Тальони «Швейцарская молочница». Вскоре после этого, в 1824 году, Титюс занимает должность хореографа в придворном театре в Берлине. Здесь, в сентябре 1830 года, в его перепостановке французского балета «Сомнамбула, или Приход нового господина» сделала свои первые шаги к славе легендарная Фанни Эльслер.
Как раз в это время в Берлине гостил зять прусского короля, русский император Николай I, балет, как общеизвестно, обожавший. Очень велика вероятность, что это обстоятельство сыграло решающую роль в дальнейшей судьбе хореографа. — В 1832 году Титюс привозит на гастроли в Россию свой балет «Швейцарская молочница», а в июле 1833 уже занимает должность помощника главного балетмейстера С-Петербургских Императорских театров. Главным балетмейстером, кстати, за год до этого стал Александр Блаш, — младший брат того самого Фредерика Блаша, с которым Титюс работал в театре «Пор-Сен-Мартэн».
Первоначальный контракт с Титюсом, правда, был всего лишь на один год, на 7 000 рублей (Блаш получал 13 500), с премией в 2 000 и продлением, «если работа понравится». Однако уже в следующем году, после чрезвычайно успешной премьеры балета «Цезарь в Египте», Титюс получил в знак поощрения перстень от Императора и предписание заключить с ним контракт на три года. Помощник получил 10 000 рублей в год, ежегодный бенефис за казённый счёт, плюс «1 200 рублей экипажных».
Художественная манера «нового» главного хореографа А. Блаша, в 1832 году пришедшего на смену великому Дидло, встречалась в Петербурге, мягко говоря, с недоумением. Из 14 его премьер только об одной-двух можно найти одобрительные отклики. В то время как постановки его помощника одна за другой вызывали у публики восторг. В итоге, в 1837 году Блаш был без сожаления отставлен, а на его место назначен Антуан Титюс. В контракте ему было положено 13 000 рублей годового жалованья, 1 200 рублей «экипажных», один бенефис и 1 000 рублей премии, «если понравится».
В последующие годы начались неудачи. Кроме «Хромого беса», подготовленного к свадьбе старшей дочери Императора в 1839 году, почти все премьеры Титюса сходили со сцены часто ещё до конца сезона. В 1842 году его даже отправили в служебную командировку за границу, — за вдохновением, из которой он, кстати, и привёз бессмертную «Жизель». Но в следующем году всё повторилось: «Балет влачил довольно жалкое существование, нового ничего не поставили…» (1843), «В балете продолжали фигурировать на первом плане второстепенные сюжеты… Балетные представления давались только по воскресеньям и посещались только присяжными балетоманами и обожателями юных сильфид…» (1845).
В 1845 году контракт с Титюсом продлили, но «В последний раз!», по выражению директора Императорских театров А. М. Гедеонова. В том же году расхворавшийся пожилой балетмейстер выезжает на пару месяцев на лечение. По совпадению или нет, но в том же году в Театральном училище приступил к работе молодой Мариус Петипа, — «период упадка подходил к концу», комментирует это событие критик.
Когда срок его последнего контракта подошёл к концу, больной старик Титюс был главным балетмейстером театров уже скорее номинально, — хотя всё ещё зорким к талантам. Он попросил дирекцию дать ему возможность продолжить работу преподавателем, «чтобы закончить дела». С ним заключили контракт с окладом в 2 000 рублей сроком на один год, по истечении которого он был уволен.
Судьба его после увольнения неизвестна.

## Постановки А. Титюса на сценах С.-Петербурга
1. «Лида, или Швейцарская молочница», композитор А. Гировец и М. Э. Карафа ди Колобрано, хореография Ф. Тальони (18 апреля 1832)
2. «Киа-кинг», композитор Дж. Россини (15 мая 1832)
3. «Цезарь в Египте» (20 августа 1834)
4. Танцевальные номера в опере «Фенелла» (1833)
5. Танцевальные номера в опере «Бог и баядерка» Даниэля Обера (1833)
6. «Кесарь в Египте» (1834)
7. «Сильфида» (1835)
8. «Восстание в серале», композитор Т. Лабар, хореография Ф. Тальони, (1835)
9. Танцевальные номера в опере «Жизнь за царя» М. Глинки (1836)
10. «Дикий остров» (1836)
11. «Хромой бес», композитор К. Жид, хореография Ж. Коралли, (1839)
12. «Зефир и Флора», композиторы К. Кавос и Ванюа, хореография Ш. Дидло (1841)
13. «Жизель», композитор А. Адан, хореография Ж. Коралли и Ж. Перро (1842)
14. Танцевальные номера в опере «Руслан и Людмила» М. Глинки (1842)
15. «Две тётки, или Прошедший и нынешний век», композитор К. Ф. Альбрехт (1845)
16. «Две волшебницы», композитор К. Н. Лядов (1846)
17. «Талисман и танцовщица», композитор Франк (1847)